# Helvina lanuginosa
Helvina lanuginosa är en skalbaggsart som först beskrevs av Bates 1865.  Helvina lanuginosa ingår i släktet Helvina och familjen långhorningar. Inga underarter finns listade i Catalogue of Life.